# Dassault Systemes
Dassault Systemes (Dassault Systèmes S.A.) (NASDAQ: DASTY; Euronext: 13065) là một công ty chuyên về phần mềm 3D và PLM (Quản lý vòng đời sản phẩm).
Nắm giữ:
- DELMIA (100%)
- SIMULIA (100%)
- ENOVIA SmarTeam (100%)
- ENOVIA MatrixOne (100%)
- Spatial Corporation (100%)
- SolidWorks Corporation (100%)
- Virtools (80%)
- 3D PLM Software solutions (30%)
- CATIA
- 3dvia

Cổ đông:
- Dassault Group (43.13%)